# Gonomyia (Gonomyia) spiculistyla
Gonomyia (Gonomyia) spiculistyla is een tweevleugelige uit de familie steltmuggen (Limoniidae). De soort komt voor in het Neotropisch gebied.